# Moclobemidă
Moclobemida (sau moclobemid) este un medicament antidepresiv care acționează ca inhibitor de monoaminoxidază ireversibil și MAO-A selectiv, fiind utilizat în tratamentul depresiei și al tulburărilor de anxietate. Calea de administrare disponibilă este cea orală.